# パイプのけむり (テレビ番組)
『パイプのけむり』は、1976年7月3日から同年12月25日までNET系列局で放送されていた朝日放送製作のテレビドラマ・トーク番組である。全26回。放送時間は毎週土曜 22:30 - 23:00 （日本標準時）。
團伊玖磨のエッセイ『パイプのけむり』を原作とするテレビドラマと、出演者たちの対談によって構成されていた番組。原作者である團自身も番組に参加していた。

## 出演者
- 團伊玖磨
- 根上淳
- 草笛光子
- 秋谷陽子
- 水野哲
- 戸川昌子
- ほか

参考：テレビドラマデータベース

## スタッフ
- 原作：團伊玖磨（『パイプのけむり』）
- 脚本：池端俊策

参考：テレビドラマデータベース